# Fortifications de Mycènes
Vous lisez un « bon article » labellisé en 2021.
Les fortifications de Mycènes protègent la cité antique de Mycènes, un pôle majeur de la Grèce continentale du IIe millénaire avant notre ère. Composées de massifs blocs de pierres, un type de construction appelé « murs cyclopéens », les fortifications de la cité sont caractéristiques et les mieux conservées des sites de la civilisation mycénienne.
Le site, habité dès le Néolithique, est solidement fortifié à partir du XIVe siècle av. J.-C., au début de l'apogée de la puissance mycénienne (Helladique récent IIIA). L'enceinte est ensuite profondément modifiée et étendue vers le sud-ouest au milieu du XIIIe siècle av. J.-C. Les tombes royales du Cercle A sont alors enfermées dans la nouvelle enceinte, à proximité de la nouvelle entrée principale de la cité, la porte des Lionnes. Enfin, une cinquantaine d'années plus tard, la pointe nord-est de l'enceinte est remodelée et étendue pour incorporer dans la citadelle une citerne souterraine. La puissante cité montre plusieurs signes de destructions, comme le reste des sites de la civilisation mycénienne, entre la fin du XIIIe et le début du XIe siècle av. J.-C. (Helladique récent IIIC). Leurs causes font encore l'objet de discussions : invasions étrangères, tremblements de terre, incendies ou conflits internes. Mycènes devenue dès lors une cité mineure, ses fortifications sont détruites après la mise à sac de la ville par Argos en 468 av. J.-C., malgré quelques tentatives de réparations au IIIe siècle av. J.-C.
Le contour des remparts suit l'affleurement rocheux sur environ 900 mètres de périmètre, englobant le sommet de la colline sur laquelle est construite la cité, d'une surface d'environ 30 000 m2. La hauteur des murs est inconnue, les plus hauts vestiges de l'époque mycénienne atteignant 8,25 mètres de hauteur. Trois styles de constructions sont présents sur le site : l'appareil cyclopéen proprement dit, l'appareil pseudo-isodome et l'appareil polygonal.
Les ruines des fortifications, connues depuis l'Antiquité, sont notamment décrites par Pausanias au IIe siècle de notre ère. Les premières fouilles ont lieu en 1841 et le site est minutieusement étudié depuis 1876 et les premières découvertes de l'archéologue allemand Heinrich Schliemann.
Les fortifications de Mycènes, comme l'ensemble de la cité, sont inscrites au patrimoine mondial de l'UNESCO depuis 1999.

## Contexte

### Contexte mythologique
Selon les auteurs antiques, la ville de Mycènes est fondée par Persée, fils de Zeus et de Danaé, fille d'Acrisios, roi d'Argos. Ayant tué son grand-père par accident, Persée échange Argos avec son cousin Mégapenthès, roi de Tirynthe. Devenu roi de Tirynthe, il fonde ensuite Mycènes.
Persée demande aux Cyclopes, des géants dotés d'une force surhumaine et bâtisseurs de Tirynthe, de construire des murailles pour Mycènes. Pour les Grecs de l'époque classique, les larges blocs de pierre utilisés ne pouvaient avoir été assemblés que par ces géants, d'où leur nom de « murs cyclopéens ». Selon Euripide, les murs de la ville s'élevaient « jusqu'aux cieux, ». Pour Homère dans l'Iliade, Mycènes est la « ville forte et bien bâtie », dont le roi Agamemnon est le chef des Achéens, en raison de sa puissance.
Le petit-fils d'Agamemnon, Tisamène, est le dernier roi de Mycènes, vaincu par les Doriens, avec l'Héraclide Téménos à leur tête. La cité est incendiée et passe définitivement sous l'influence de sa voisine Argos, dont Téménos est devenu le roi. Entre la fondation par Persée et le retour des Héraclides, on compte six ou sept générations, ce qui correspond, selon l'archéologue George Mylonas, à la durée de l'existence de la Mycènes historique.

### Contexte géographique et historique

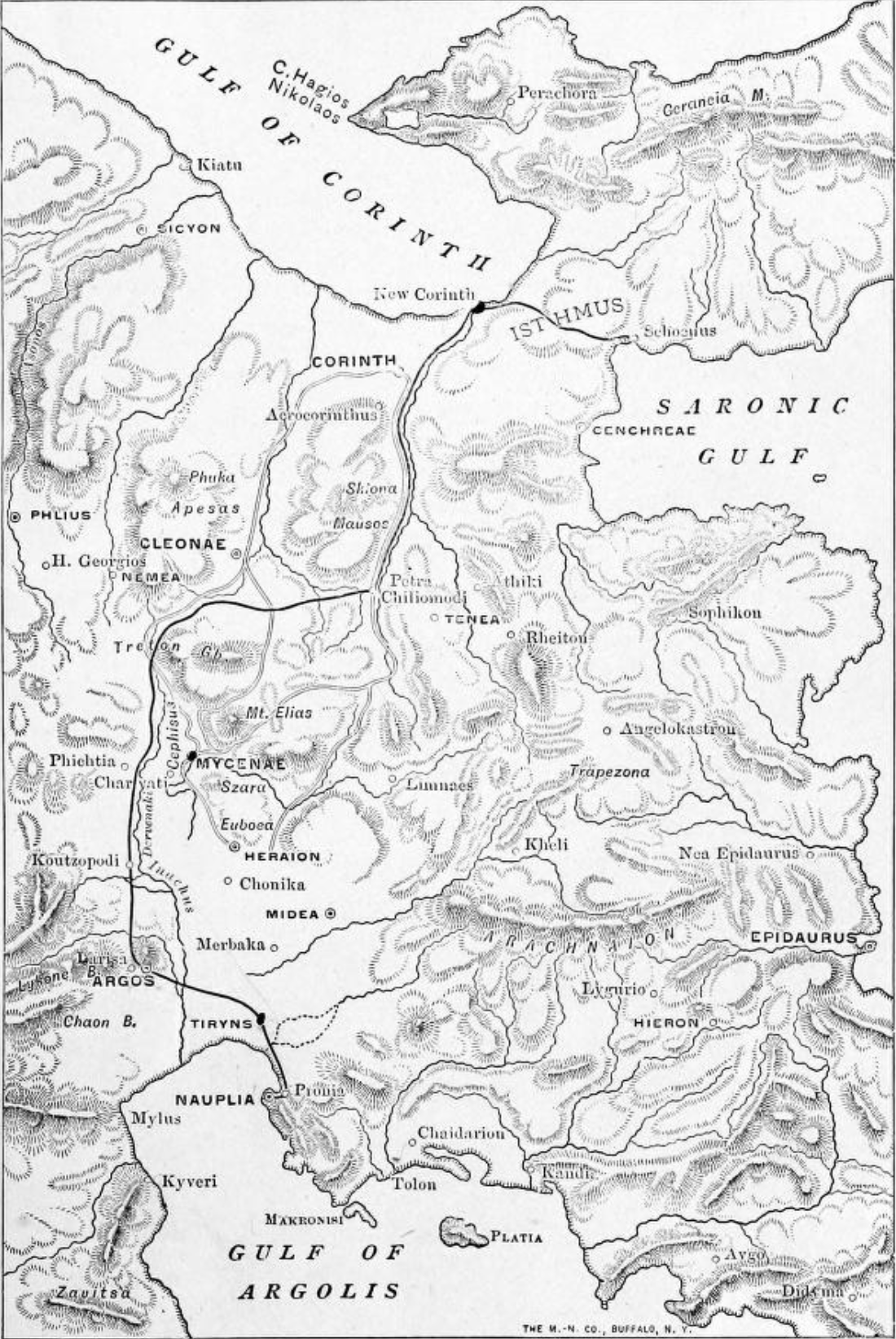
Carte de l'Argolide pendant l'époque mycénienne.

La cité de Mycènes est située dans l'est du Péloponnèse sur une colline dominant l'extrémité nord-est de la fertile plaine d'Argos. Cette position lui permet de contrôler des routes commerciales, notamment le défilé de Dervénakia, la seule route conduisant à l'isthme de Corinthe et au reste de la Grèce continentale. La colline est entourée de deux sommets plus élevés : au nord le mont Profitis Ilias, et le mont Zara au sud, dont elle est séparée par deux ravins escarpés, le Kokoretsa au nord et le Chavos à l'est et au sud.
Dès la fin du Néolithique et le début de l'Helladique ancien (vers 3200-3000 av. J.-C.), l'intérêt stratégique de la colline est compris et les premières traces d'occupations sont relevées au sommet de la colline. Les premiers murs datent de l'Helladique moyen, vestiges d'une vaste demeure royale, voire un palais. L'archéologue britannique Alan Wace a vu dans un mur à proximité de ce palais les ruines de la première fortification de la colline. En 1961, l'archéologue grec George Mylonas a démontré qu'il s'agissait en réalité d'un mur de soutènement.
Sous l'influence culturelle voire politique de la Crète minoenne, plusieurs cités de la Grèce continentale se sont développées pendant l'Helladique moyen, notamment Mycènes, Tirynthe, Orchomène et Thèbes. Le déclin progressif de la puissance minoenne, à partir de 1600 av. J.-C. et surtout de 1450 av. J.-C., a entraîné une montée en puissance des cités continentales et une compétition entre elles, avec un sentiment général d'insécurité dont la conséquence est une fortification systématique des centres urbains. À Mycènes comme dans les autres cités du Péloponnèse de l'époque, les premières fortifications ne sont pas antérieures à l'Helladique récent, 1380 av. J.-C. au plus tôt. Parmi ces cités, c'est Mycènes qui en retire une place prépondérante.

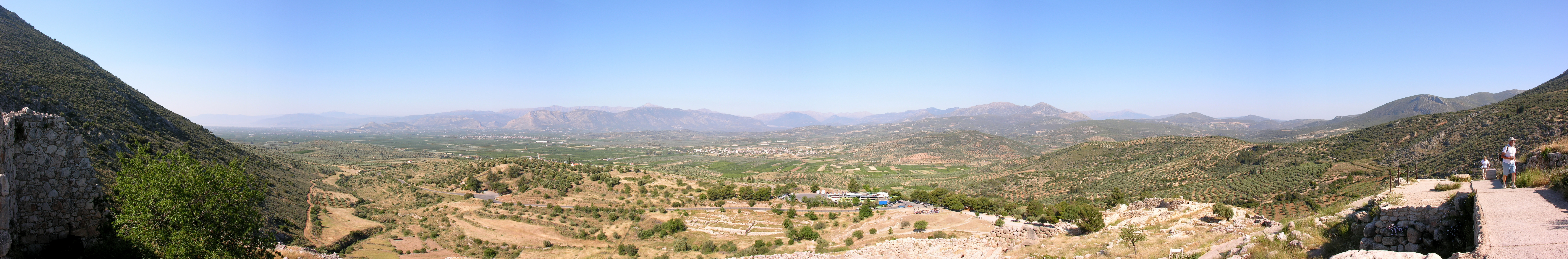
Panorama de la plaine d'Argos, depuis les ruines du palais de Mycènes. Au premier plan, on distingue les murs cyclopéens de la citadelle et l'arrière de la porte des Lionnes.

Les périodes archéologiques Helladique récent III A et B, couvrant les XIVe et XIIIe siècles av. J.-C., sont considérées comme l'apogée de la puissance mycénienne, connue sous le nom de période « palatiale ». La cité mycénienne tirant sa puissance de sa situation de contrôle des routes commerciales — Homère la qualifie plusieurs fois de « riche en or » dans l'Iliade — et de la plaine fertile d'Argolide, elle ressent la nécessité de construire une enceinte autour du complexe palatial qui concentre le cœur du pouvoir. La première enceinte date de l'Helladique récent IIIA2 (milieu du XIVe siècle av. J.-C.). Un ambitieux programme de construction est mis en place par les dirigeants mycéniens au sommet de la colline, modifiant profondément sa physionomie par la construction de terrasses artificielles soutenant celle d'un vaste palais. Au début de l'Helladique récent IIIB, soit vers 1250 av. J.-C., l'enceinte est remodelée, s'étendant vers le sud et l'ouest pour englober de nouvelles constructions, ainsi que le cercle de tombes A, et elle est dotée d'une entrée monumentale, la porte des Lionnes.

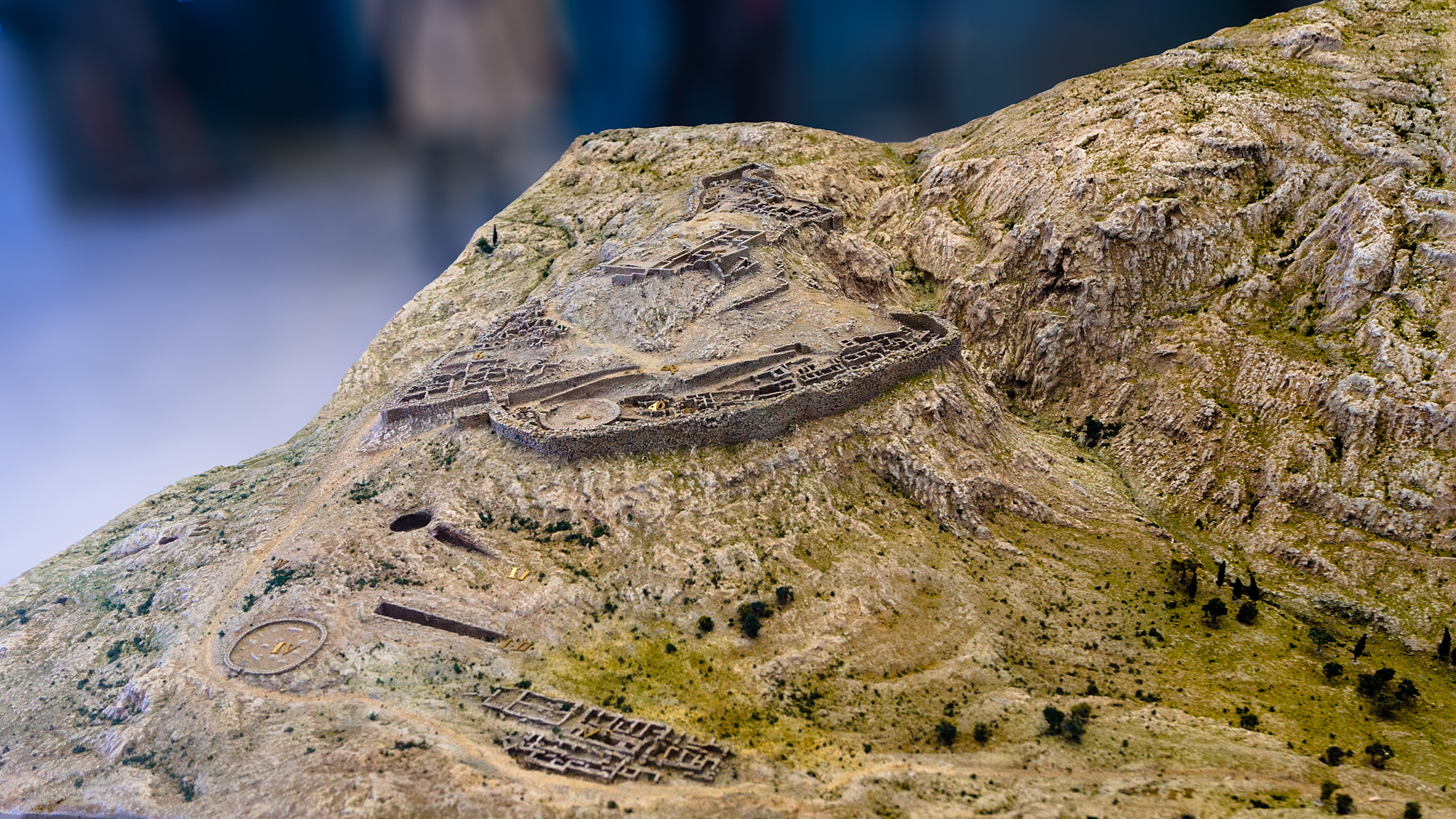
Le site de Mycènes : une colline aux flancs abrupts constituant une forteresse naturelle.

À la fin de l'Helladique récent IIIB, en l'espace de trois à cinq décennies (entre environ 1230 et 1180 av. J.-C.), la ville de Mycènes est frappée à deux reprises par d'importantes destructions,, qui marquent le début du déclin progressif mais définitif de la puissance mycénienne. La cause des destructions des sites mycéniens en général et de Mycènes en particulier entre la fin du XIIIe siècle av. J.-C. et le XIIe siècle av. J.-C. est toujours un sujet de débats et s'inscrit dans le contexte de l'effondrement de l'âge du bronze, au cours duquel plusieurs cultures de la Méditerranée orientale — dont notamment l'empire Hittite en Anatolie et le Nouvel Empire en Égypte — s'affaiblissent voire disparaissent. Parmi les hypothèses avancées figurent les attaques de petits groupes de « Doriens » (thèse défendue par George Mylonas et Carl Blegen), les conflits sociaux internes (thèse défendue par John Chadwick) et les tremblements de terre (thèse défendue par Spýros Iakovídis et Elizabeth French). Il est probable que plusieurs facteurs plutôt qu'un seul aient contribué au déclin puis à la chute de la puissance mycénienne,.
Concernant la citadelle de Mycènes, les destructions de plusieurs bâtiments à la fin de l'Helladique IIIB1 (vers 1230 av. J.-C.) sont attribuées par Mylonas, Iakovídis et French à un tremblement de terre, sur la base de leurs observations archéologiques. Wace a démontré que les vastes destructions de la fin de l'Helladique IIIB2 (vers 1200-1180 av. J.-C.) sont le résultat d'un ou de plusieurs incendies catastrophiques. Si Mylonas et Iakovídis ont défendu au cours des années 1960 l'hypothèse d'une attaque extérieure, ce dernier a évolué quelques années plus tard en faveur d'un nouveau tremblement de terre, suivi en cela par French. Bien qu'il soit difficile d'établir avec certitude si elle est immédiatement antérieure ou immédiatement postérieure à cette grande destruction, l'extension nord-est de l'enceinte, dont le rôle est de protéger l'accès à la citerne souterraine, date de cette époque. Elle constitue, selon Mylonas, la dernière construction d'envergure des Mycéniens. Ces aménagements ont donc pu être vus comme une manifestation de la puissance des rois mycéniens. Mais comme ils visent apparemment à renforcer la sécurité des occupants du site, ils pourraient plutôt être une réponse à l'instabilité qui semble se mettre en place durant cette période, qui voit s'amorcer ou s'accélérer le déclin de la civilisation mycénienne.
Ces deux catastrophes successives marquent la fin de la période « palatiale » et le début de la période « post-palatiale », correspondant à l'Helladique récent IIIC (XIIe et début du XIe siècles av. J.-C.). Après une courte période, la colline est réoccupée puis à nouveau détruite vers 1100-1080 av. J.-C. selon French. Avec l'affaiblissement progressif du pouvoir des maîtres de Mycènes au cours du XIIe siècle av. J.-C., cette troisième vague de destructions conduit de nombreux Mycéniens à quitter la colline, ainsi que dans la plupart des sites mycéniens dans tout le Péloponnèse et l'Attique, et les caractéristiques de la culture mycénienne s'amenuisent progressivement et disparaissent.

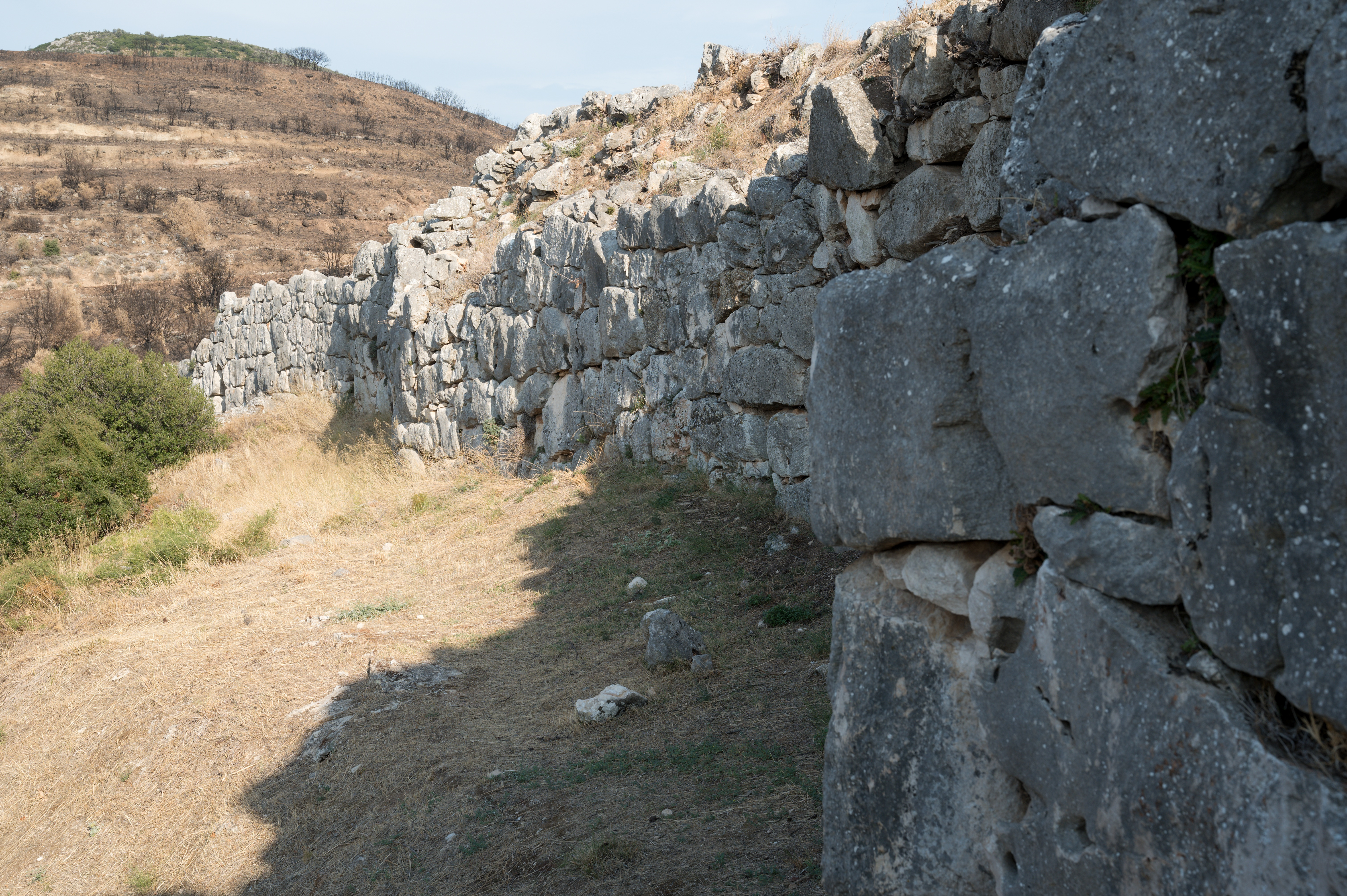
Les ruines du mur cyclopéen protégeant le nord de la colline.

Les traces archéologiques témoignent d'une occupation faible mais relativement continue de la citadelle pendant les périodes Époque protogéométrique et géométrique, si bien qu'au début de l'époque classique, Mycènes est une cité mineure, dominée par sa puissante voisine Argos. Elle prend tout de même part à la Seconde Guerre médique. Elle envoie un contingent de 80 hommes à la bataille des Thermopyles en 480 av. J.-C. puis forme une armée de 400 soldats avec Tirynthe qui combat à Platées l'année suivante. Pausanias et Diodore de Sicile voient dans cette participation une tentative d'émancipation de Mycènes de la tutelle d'Argos, qui n'avait pas voulu participer à la guerre contre les Perses : Mycènes est attaquée et assiégée par Argos en 468 av. J.-C., la famine poussant les Mycéniens à la reddition. La ville et ses fortifications sont alors rasées par les Argiens,. Les fortifications sont démantelées, les habitants réduits en esclavage ou exilés.
Au cours du IIIe siècle av. J.-C., les Argiens fondent sur les ruines de Mycènes un koma, un petit village fortifié dépendant d'Argos. Les dégâts causés par les destructions de 468 av. J.-C. sont en partie réparés. Dans un contexte de guerre entre Argos et la ligue achéenne puis avec Sparte, la colline de Mycènes est devenue partie intégrante d'une ligne de fortifications argienne. On ne sait pas combien de temps le site est resté occupé. Il a progressivement été abandonné, si bien que lorsque Pausanias voyage en Argolide vers 170 de notre ère, il ne reste de Mycènes « que des ruines où l'on distingue encore quelques restes de son enceinte et, entre autres, une porte sur laquelle il y a deux lions, que l'on croit avoir été faits par les Cyclopes ».

### Redécouverte et fouilles

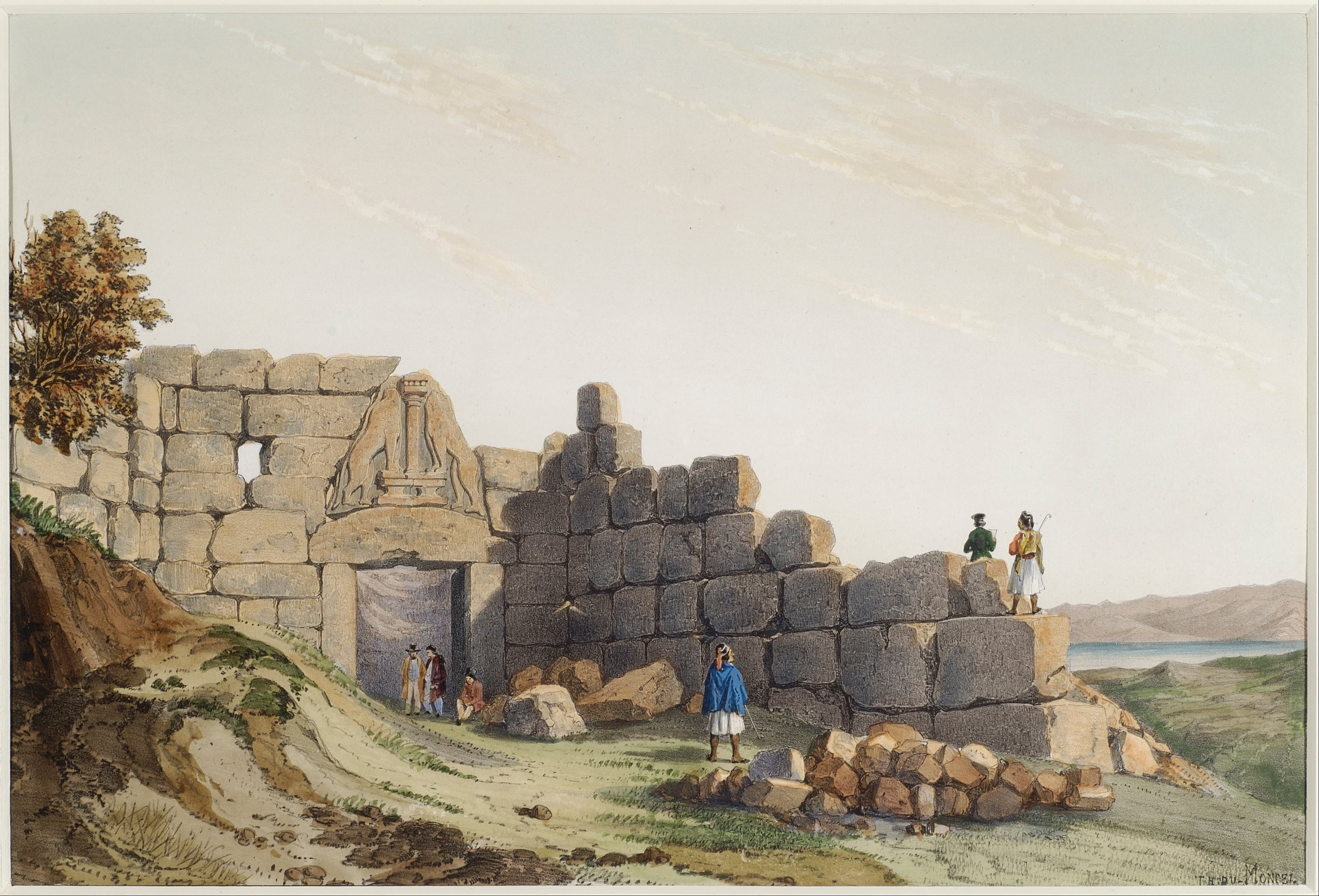
La porte des Lions à Mycènes, par Théodose du Moncel, 1845.

En 1700 apr. J.-C., les vestiges de la cité sont décrits par un ingénieur vénitien, Francesco Grimani, au service du royaume de Morée, identifiant la porte des Lionnes grâce à la description de Pausanias,. À partir du XVIIIe siècle, les voyageurs deviennent nombreux à visiter le site et les premières « fouilles » commencent au début du XIXe siècle, notamment sous l'impulsion de Lord Elgin et Lord Sligo, qui pillent les ruines de plusieurs centaines d'objets.
Avec l'indépendance de la Grèce, le site est placé en 1837 sous la protection de la Société archéologique grecque. Elle envoie à Mycènes Kyriákos Pittákis qui dégage en 1840 la porte des Lionnes et la cour qui la précède,.
En 1874, l'archéologue allemand Heinrich Schliemann commence à fouiller le site, se concentrant sur les tombes à proximité de la porte des Lionnes. Chrístos Tsoúntas organise les premières fouilles systématiques du site, qu'il dirige de 1886 à 1902. Le chantier passe ensuite sous l'égide de l'École britannique d'Athènes, auréolée de ses trouvailles en Crète, sous la direction d'Alan Wace de 1920 à 1923, puis en 1938, puis enfin de 1950 à 1955.
La Société archéologique grecque reprend ses propres fouilles en 1950, sous la direction de Ioánnis Papadimitríou. De 1957 à 1969, l'École britannique d'Athènes et la Société archéologique grecque fouillent conjointement, sous la direction de Lord William Taylour et de George Mylonas. Les Grecs fouillent systématiquement les fortifications et leurs alentours, permettant d'établir une datation précise et fiable des différentes phases d'occupation et d'extension. De 1985 à 2013, les fouilles sont dirigées par Elizabeth French, côté britannique, et par Spýros Iakovídis, côté grec.
Mycènes, dont les fortifications sont un élément caractéristique, est classé au Patrimoine mondial depuis 1999, conjointement avec le site de Tirynthe.

## Caractéristiques de l'enceinte

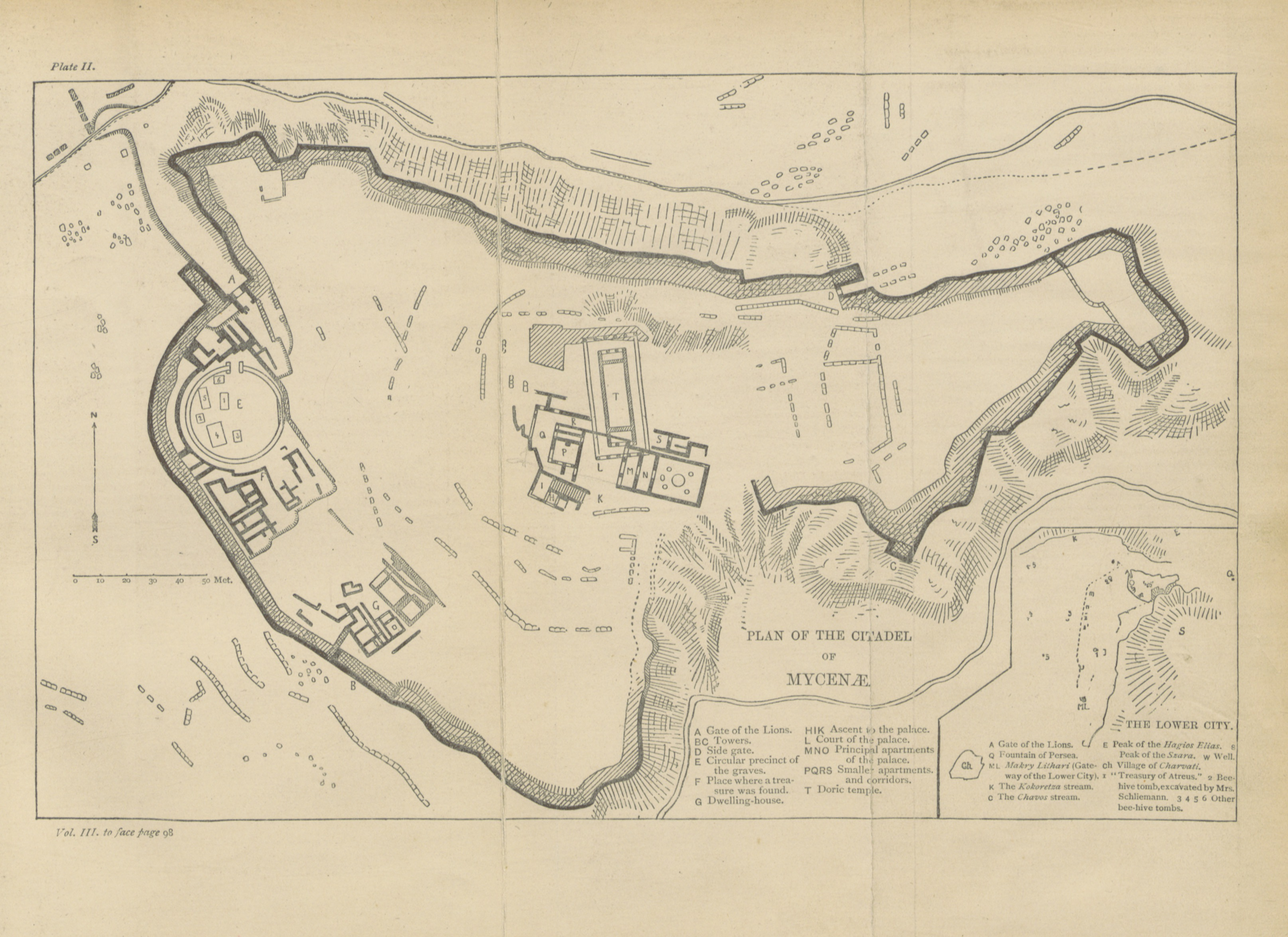
Plan des ruines de la cité de Mycènes et de ses fortifications (publié en 1898).

Le gigantisme des murailles de Mycènes est connu sous le nom de murs cyclopéens. Ces hauts et imposants murs sont non seulement conçus pour offrir un maximum d'obstacles aux assaillants mais aussi pour les dissuader d'envisager une attaque. L'archéologie — notamment les travaux de la Société archéologique d'Athènes sous la direction de George Mylonas entre 1958 et 1963 — a démontré, grâce à l'étude des poteries contenues dans les murs, que la construction des remparts a connu trois phases : une première enceinte vers 1340 av. J.-C., puis une seconde vers 1250 av. J.-C., enfin une troisième en vers 1200 av. J.-C., soit une construction étalée entre l'Helladique récent IIIA et IIIB. Tous les murs qui ceinturent la cité datent entièrement de l'époque mycénienne, à l'exception de quelques pans de murs restaurés au IIIe siècle av. J.-C.. Ils sont encore présents sur l'ensemble de l'enceinte — hormis une section du mur sud qui s'est écroulée dans le Chavos lors d'un glissement de terrain, entraînant avec elle une partie du mégaron du palais — et forment le système de fortifications le mieux préservé de l'époque mycénienne.
Le contour des remparts suit l'affleurement rocheux sur environ 900 mètres de périmètre, englobant le sommet de la colline sur laquelle est construite la cité, d'une surface d'environ 30 000 m2. La cité comporte deux entrées, toutes deux protégées par un bastion. La porte des Lionnes, à l'ouest de l'enceinte, est l'entrée principale. Une seconde porte se trouve sur le mur nord et est connue depuis Heinrich Schliemann sous le nom de « porte de la Poterne » ; Spýros Iakovídis préfère le nom « porte Nord » car il existe bien deux petites poternes à l'est de l'enceinte.

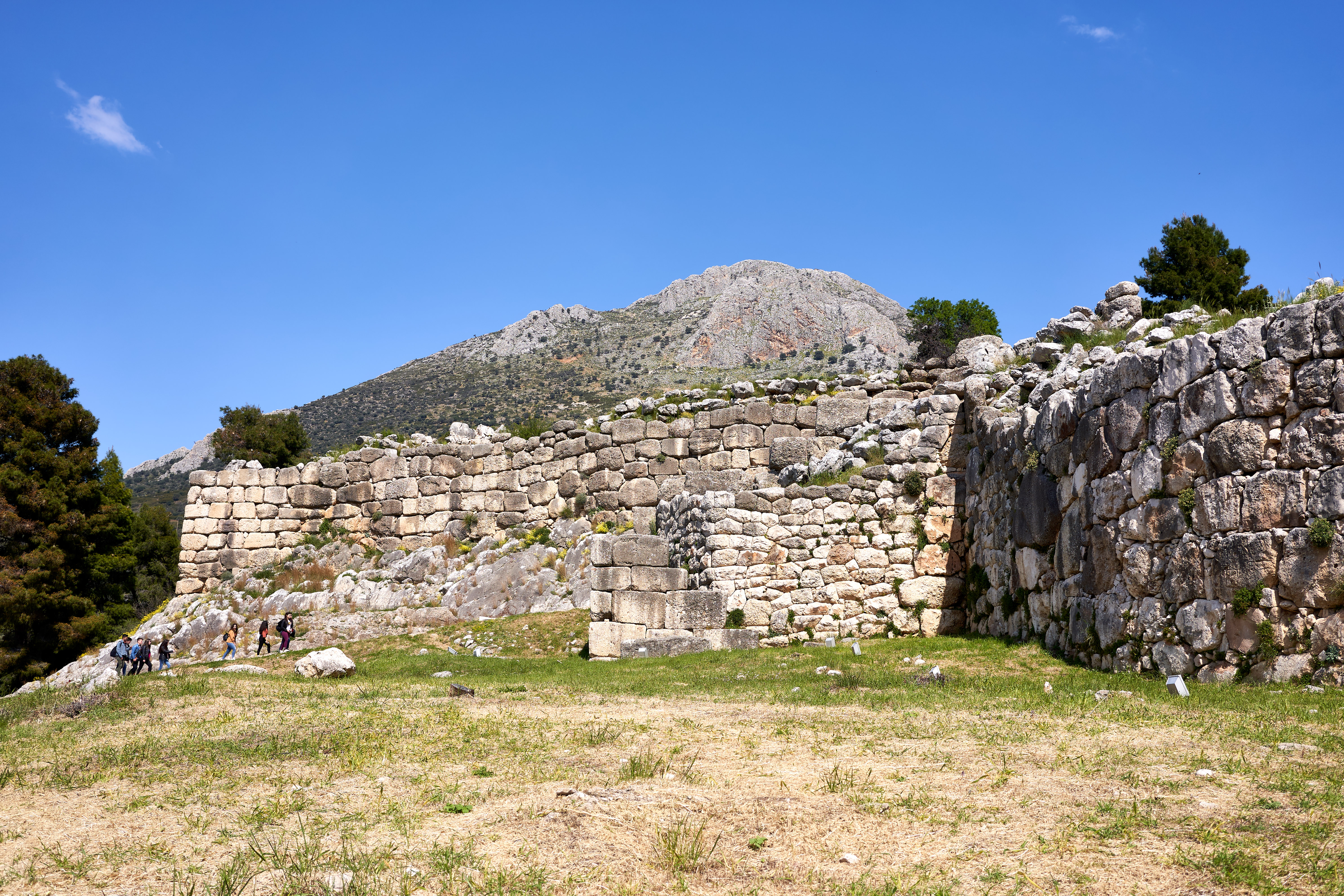
L'angle nord-ouest de l'enceinte rassemble les trois types d'appareil présents sur le site. À droite, le mur ouest en pur style cyclopéen : superposition de grosses pierres sommairement taillées. À gauche, la section du mur nord à l'approche de la porte des Lionnes est recouvert d'un parement pseudo-isodome. Au centre, le bastion présente un mur en appareil polygonal, réparation datant du IIIe siècle.

L'épaisseur de la muraille est comprise entre 5 et 8 mètres de large. Sa hauteur est inconnue car le sommet du mur n'a été préservé en aucun point. Les plus hauts vestiges de l'époque mycénienne atteignent 8,25 mètres de hauteur à proximité du Cercle de tombes A. Un élément en appareil polygonal du IIIe siècle av. J.-C. atteint 18 mètres de haut et est appelé pour cette raison la « tour polygonale » bien qu'il ne se détache pas de la ligne de la muraille. Wace y voyait une indication de la hauteur originale des murs mais Mylonas précise que l'on ne peut pas en être totalement certain. Il est impossible de savoir si les murailles étaient surmontées d'une palissade ou d'un ensemble de créneaux. À la différence de Tirynthe, il n'y a pas de galerie ou de casemate dans l'épaisseur de la muraille mais au moins trois réserves et des couloirs ont été creusés dans le mur nord, probablement par imitation des aménagements de Tirynthe. Ces pièces ne datent pas de la phase de construction de cette muraille mais pourraient être contemporaines de l'extension nord-est, c'est-à-dire vers 1200 av. J.-C..
Les murailles sont construites dans l'appareil cyclopéen caractéristique de l'architecture mycénienne : de larges blocs de pierre calcaire sommairement voire non taillés, empilés les uns sur les autres, les espaces comblés avec de plus petites pierres et de l'argile. Cet assemblage forme les parois intérieure et extérieure de la muraille, l'intérieur étant composé de pierres plus petites, de terre et de gravas. Un espace vierge de construction est laissé le long de la face intérieure de la muraille, formant ainsi un péribole, était probablement destiné à empêcher les communications secrètes entre l'intérieur et l'extérieur de l'enceinte par des attaquants ou des traitres. Ce péribole sera peu à peu occupé par de nouvelles constructions jusqu'à l'époque hellénistique.
À l'approche des deux portes de la muraille, les murs sont recouverts d'un parement pseudo-isodome en conglomérat. Ces pierres sont taillées à la scie parfois,, à la massette le plus souvent. Ces blocs, s'ils sont légèrement plus petits que les blocs cyclopéens, sont toutefois de grande dimension : un bloc proche de la porte des Lionnes mesure 3 mètres de long sur 1,90 mètre de haut. On retrouve également cet appareil à l'angle sud-est de l'enceinte, près de la Maison des Colonnes. Pour Chrístos Tsoúntas et Alan Wace, le rôle de ce parement est de conférer de la majesté et de la dignité aux murs et d'offrir aux attaquants qui tenteraient de les escalader moins de prises que les murs cyclopéens, qui contiennent davantage d'interstices,. Selon Elizabeth French, la couleur blonde ocre du conglomérat fraichement taillé pourrait être une des origines de l'épithète « Mycènes [la] dorée » que l'on retrouve chez Homère.
L'appareil polygonal est le troisième type de construction présent sur le site : il ne date pas de l'époque mycénienne, contrairement à ce que Heinrich Schliemann pensait, mais de l'époque hellénistique. Il s'agit d'un assemblage de blocs à joint-vif, dont la tenue est assurée par le caractère polygonal des pierres. Cet appareil est visible en trois endroits : à l'angle nord-est de l'enceinte, sur le bastion de la porte des Lionnes et au milieu du mur sud. Il a été utilisé au IIIe siècle av. J.-C. pour réparer des sections du mur trop endommagées, notamment lors de la prise de la cité par les Argiens en 468 av. J.-C..

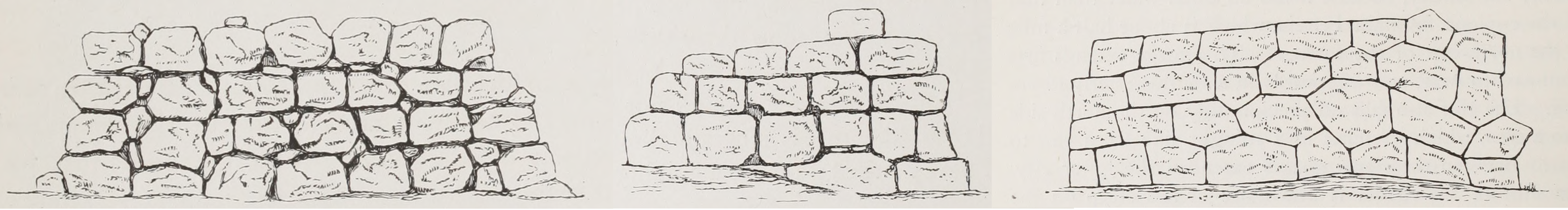
Les trois types de murs présents dans les fortifications de Mycènes. À gauche, l'appareil cyclopéen. Au centre, le parement pseudo-isodome. À droite, l'appareil polygonal.

### Première enceinte
- Murs subsistants
- Murs supposés ou en ruine

Plan de la première enceinte.
Murs subsistants
Murs supposés ou en ruine
A : Cercle de tombes A
B : Localisation supposée de la porte principale
C : Poterne

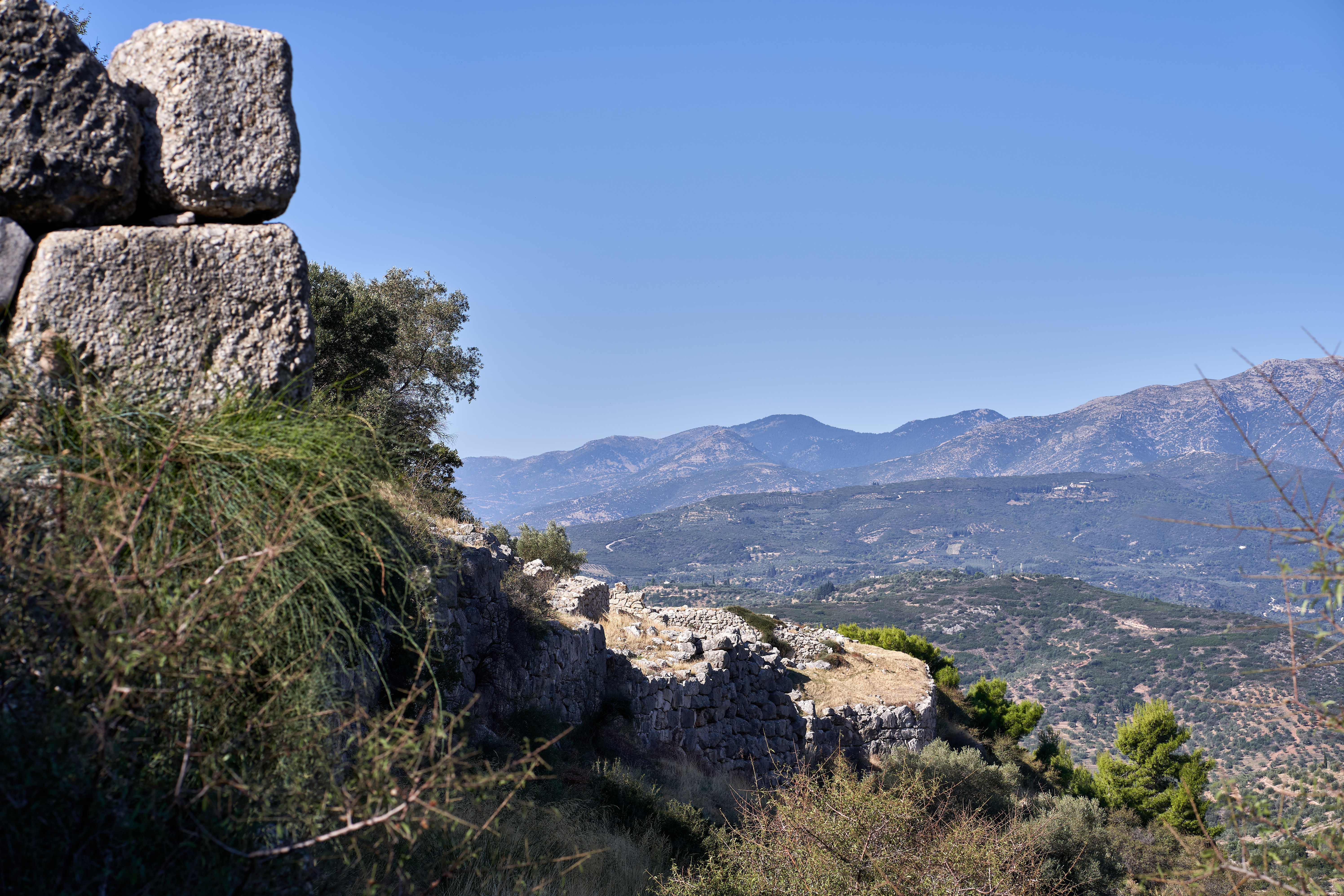
Vestiges du mur nord des fortifications de Mycènes.

La première enceinte est bâtie pendant l'Helladique récent IIIA2, soit vers 1340 av. J.-C. Si le mur nord et une partie du mur sud-est ont été préservés, la plus grande partie du mur sud a été démolie lors de l'extension de l'enceinte vers le sud-ouest vers 1250 av. J.-C.. Selon Mylonas, le tracé du premier rempart a pu reprendre celui d'un péribole construit autour de la colline de Mycènes.
Le mur de la première enceinte présente la particularité de suivre très exactement, sans la moindre déviation, le contour de la roche calcaire sur laquelle il est bâti. C'est la raison pour laquelle le mur présente plusieurs brusques changements de direction. Après avoir suivi le ravin du Chavos, le mur obliquait vers l'ouest au niveau du palais, le contournait par le sud et, toujours en continuant à suivre le contour du rocher, rejoignait l'extrémité nord-ouest à l'endroit où se situe aujourd'hui la porte des Lionnes, laissant le cercle de tombes A à l'extérieur de l'enceinte.
La porte d'entrée principale de la cité se trouvait sur cette portion de mur démolie au milieu du XIIIe siècle av. J.-C., bien que son emplacement exact soit difficile à déterminer. Tsoúntas avait estimé que la porte se trouvait au milieu du mur sud, dans le prolongement de la rampe partant de l'actuelle porte des Lionnes et conduisant au palais, indiquant avoir trouvé de gros blocs qui devaient faire partie de cette porte. Les fouilles des années 1950 et 1960 n'ont pas permis de retrouver ces blocs mais elles ont mis au jour, sous la rampe actuelle juste au nord du cercle A, les traces de trois autres rampes antérieures. Les deux plus anciennes, datant de l'Helladique moyen et de l'Helladique récent, montaient dans une direction sud/nord, une direction opposée à celle de l'actuelle rampe. Selon Mylonas, la porte principale devait donc se trouver au niveau de la porte des Lionnes, mais de l'autre côté du mur cyclopéen originel, qui s'arrête net à cet endroit. La route d'accès venait ainsi de l'ouest, contournait le cercle de tombes A par le sud puis vers le nord pour arriver, en longeant le rempart, à la porte de la cité. Iakovidis, qui a continué à fouiller le site après Mylonas, est moins affirmatif que son prédécesseur, tout en reconnaissant que c'est la seule hypothèse qui combine toutes les données disponibles (emplacements des roches, superposition et inclinaisons des rampes).
Une seconde porte, probablement une poterne, existait à l'angle nord-est de la fortification originelle.

### Deuxième enceinte
- Murs subsistants
- Murs supposés ou en ruine

Plan de la seconde enceinte de la citadelle de Mycènes (v. 1250 av. J.-C., HR-IIIB).
Murs subsistants
Murs supposés ou en ruine
A: Cercle de tombes A
B: Porte des Lionnes
C: Porte de la Poterne ou Porte Nord

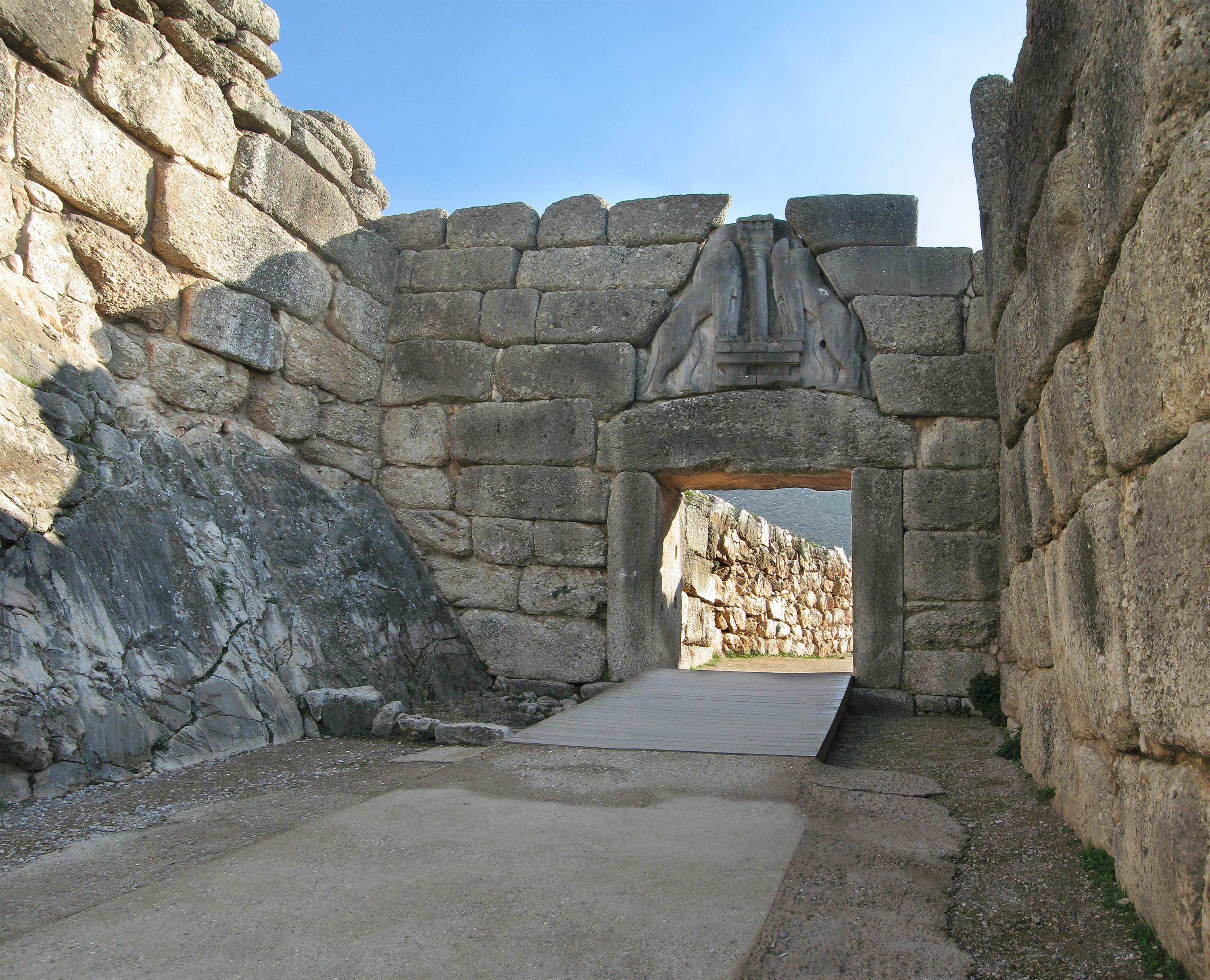
La monumentale porte des Lionnes, nouvelle porte principale de Mycènes après l'extension des fortifications.

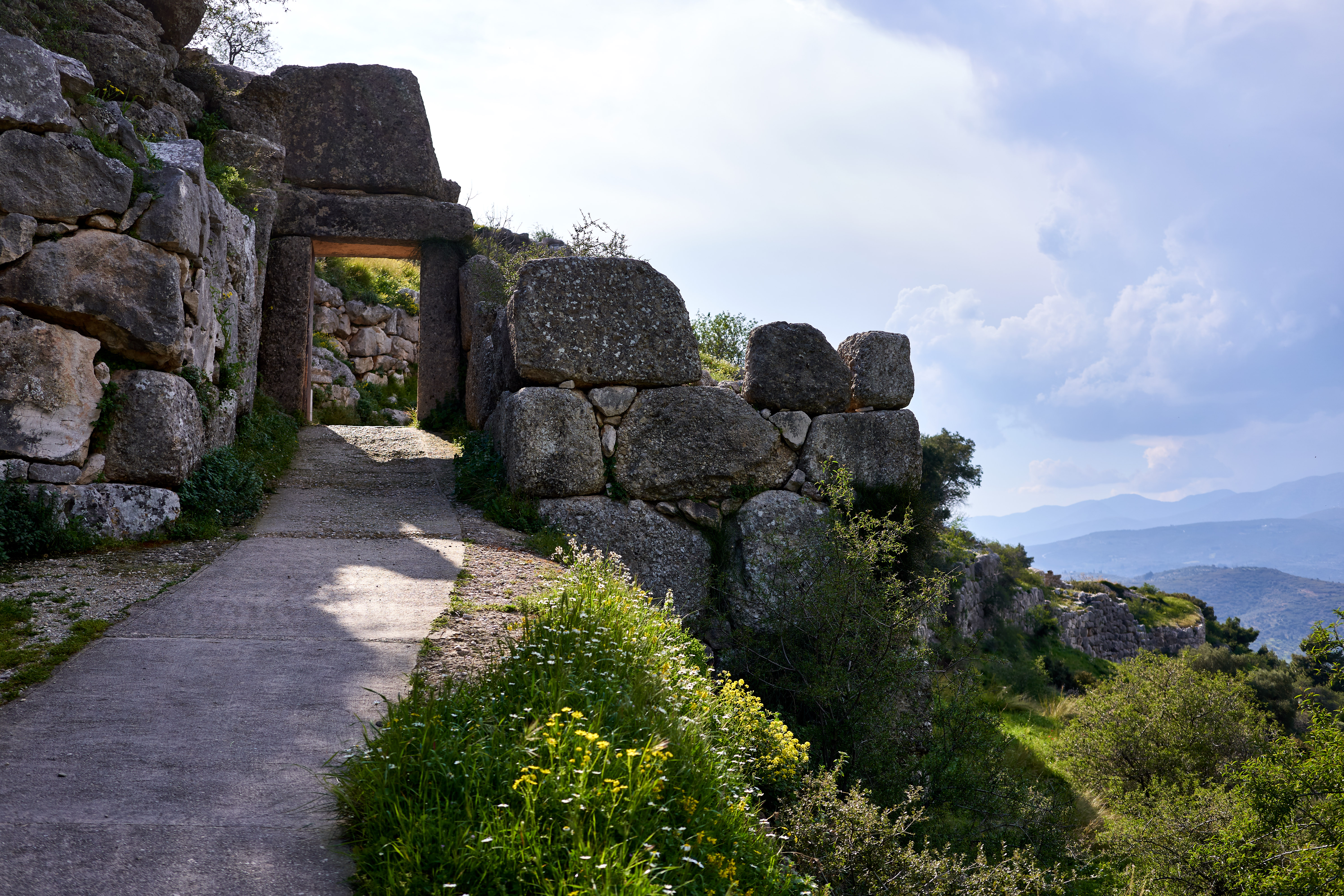
La porte de la Poterne, ou porte Nord, percée dans le mur nord.

La construction de la deuxième enceinte vers 1250 av. J.-C. coïncide avec l'apogée de la puissance de Mycènes. Le mur sud de la forteresse, depuis la porte jusqu'au Chavos, est démoli pour être reconstruit 50 à 60 mètres plus loin vers l'ouest et le sud, augmentant la surface fortifiée de près de 40 %.
La construction la plus impressionnante est l'érection de la monumentale porte des Lionnes, nouvelle porte principale de la cité. Il s'agit d'une construction massive et imposante, composée de quatre monolithes formant une ouverture de 3,10 mètres de haut et 2,95 mètres de large. La largeur se rétrécit avec la hauteur, n'étant plus que de 2,78 mètres au niveau du linteau. L'aspect monumental et unique de la porte est assuré par une plaque de calcaire sculptée et placée dans le vide du triangle de décharge. Ce relief représente deux lions rampants se faisant face de part et d'autre d'une colonne, les pattes avant posées sur deux autels biconcaves. Cette plaque constitue la plus ancienne sculpture monumentale de Grèce. Parmi les diverses explications de la symbolique des lionnes, de la colonne et du double autel, ont été avancées une fonction purement décorative, religieuse — les lions protégeraient ainsi un sanctuaire ou la famille royale — ou bien héraldique – les lions représenteraient l'alliance de deux familles royales ou de deux royaumes. Cette représentation n'est pas unique ni la première du genre et on la retrouve gravée sur plusieurs bijoux et bagues minoens et mycéniens, ainsi que sur plusieurs fresques minoennes.
Un imposant bastion rectangulaire long de 14,80 mètres et large de 7,23 mètres est bâti pour former une cour aux dimensions semblables menant à la porte en elle-même. Ce système permet de limiter le nombre d'attaquants devant la porte et de pouvoir attaquer les assaillants depuis le bastion sur leur droite, soit leur côté le plus vulnérable lorsque l'on porte le bouclier au bras gauche,. Un dispositif identique protège l'autre porte de la cité, la porte de la Poterne, sur le mur nord. Le mur cyclopéen de cette cour est recouvert d'un parement pseudo-isodome en conglomérat, pour en souligner la grandeur,,. Toutefois, les blocs de ce parement présentent des défauts d'alignement, conséquences probables d'un ou plusieurs tremblements de terre.
Avec la construction de la nouvelle porte, la pente de la rampe est inversée et passe au nord du cercle de tombes A, qui est désormais inclus dans l'enceinte fortifiée. Pour Iakovidis, il s'agit pour les rois mycéniens de célébrer la mémoire de leurs ancêtres.
À la différence du mur nord, dont les blocs sont posés directement sur la roche calcaire, le mur occidental repose sur une épaisse couche de mortier en argile jaunâtre, en appui sur le bloc rocheux en conglomérat. Pour Mylonas, cette différence est le témoin d'une innovation technologique au cours du HR IIIB.
À l'angle sud-est des fortifications, le mur a été renforcé par un nouvel appareil en pseudo-isodome pour soutenir l'extension du palais, notamment l'ensemble connu sous le nom de Maison des Colonnes.
Percée dans le mur nord à un endroit où il marque un léger retrait vers le sud avant de reprendre sa course vers l'est, la porte de la Poterne ou porte Nord est une copie en dimensions réduites de la porte des Lionnes, bien qu'elle ne possède pas de triangle de décharge. Elle est également construite en pseudo-isodome de conglomérat et protégée par un bastion. La porte Nord est généralement considérée comme contemporaine de la construction de la porte des Lionnes et du mur occidental, mais il est possible qu'elle en soit très légèrement postérieure.

### Troisième enceinte
- Murs subsistants
- Murs supposés ou en ruine

Plan de la troisième enceinte de la citadelle de Mycènes (v. 1200 av. J.-C., HR-IIIB).
Murs subsistants
Murs supposés ou en ruine
A: Cercle de tombes A
B: Porte des Lionnes
C: Porte de la Poterne ou Porte Nord

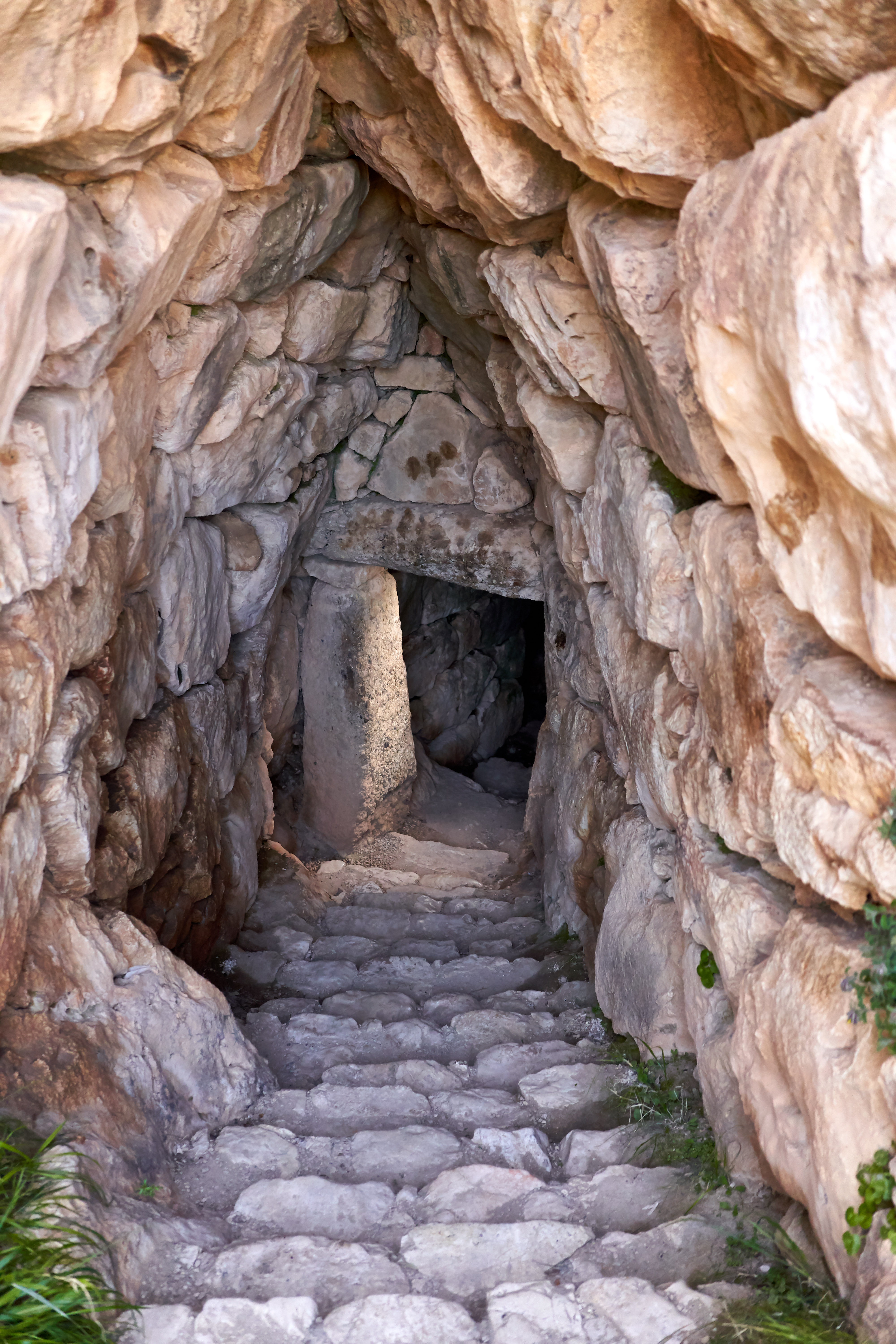
Escalier conduisant à la citerne souterraine de Mycènes.

À la fin de l'Helladique récent IIIB, une cinquantaine d'années après l'achèvement des travaux de la deuxième phase, les fortifications de Mycènes connaissent leur ultime extension, à l'extrémité nord-est de l'enceinte. Le but est d'assurer l'alimentation en eau de la cité en cas de siège au moyen d'une citerne souterraine qui existait probablement avant l'extension. Sans cette citerne, les habitants de Mycènes étaient dépendants de la pluie s'ils venaient à être assiégés car il n'existe pas de source sur la colline. Cette volonté d'assurer la protection de l'approvisionnement en eau se retrouve également à la même époque à Tirynthe et Athènes.
Pour en protéger l'accès, l'enceinte est étendue à la pointe nord-est par un nouveau mur cyclopéen qui forme, selon Nikólaos Pláton, une tête de chien. La citerne a été creusée dans le sol en conglomérat juste à l'extérieur des nouvelles murailles nord-est. Le conglomérat est en effet un matériau plus souple et donc plus facile à creuser que le calcaire dur sur lequel est construite la première muraille. Cet accès consiste en une galerie creusée directement dans la muraille nord qui zigzague en trois sections dans le sous-sol jusqu'à atteindre la citerne à une profondeur d'environ 18 mètres. La première section de cette galerie comporte dix-neuf marches de calcaire et se termine par une porte en conglomérat semblable dans sa conception à la porte Nord. Un palier rectangulaire ouvre ensuite sur une nouvelle porte sur la gauche, découvrant vingt nouvelles marches descendant vers l'ouest. Un nouveau palier permet d'accéder à trois petites marches orientée vers le nord puis la galerie marque un angle droit pour descendre vers l'est au moyen de 60 marches pour rejoindre la citerne.
La citerne mesure 1,60 mètre sur 70 centimètres pour une profondeur de 5 mètres, soit un volume de 5 m3. Son alimentation est assurée par un réseau de canalisations en terracotta qui la relie à une source du ruisseau Perseia, distante des murs d'environ une centaine de mètres. Ses parois comme celles de la troisième section sont recouvertes d'une épaisse couche de plâtre, la troisième section servant ainsi d'extension de la citerne.
À environ 2,50 mètres de l'entrée de la galerie, le mur nord est percé par une poterne qui permettait aux soldats mycéniens de faire une sortie et de harceler un attaquant qui s'en prendrait à la porte Nord ou au tunnel d'accès à la citerne. Une autre poterne a été créée à travers le mur sud de l'extension, conduisant à une plateforme surplombant le Chavos, probablement dans un but aussi bien de distraction et que de surveillance. La poterne est visible depuis les pentes du mont Zara, de l'autre côté du Chavos, mais sa petite taille comme celle de la plateforme rendait la position facilement défendable.
Une troisième poterne aurait pu également se trouver dans le mur est de la nouvelle extension. Elle aurait été bouchée au moment de la guerre contre les Argiens, au Ve siècle av. J.-C..

### Destructions et restauration et abandon final

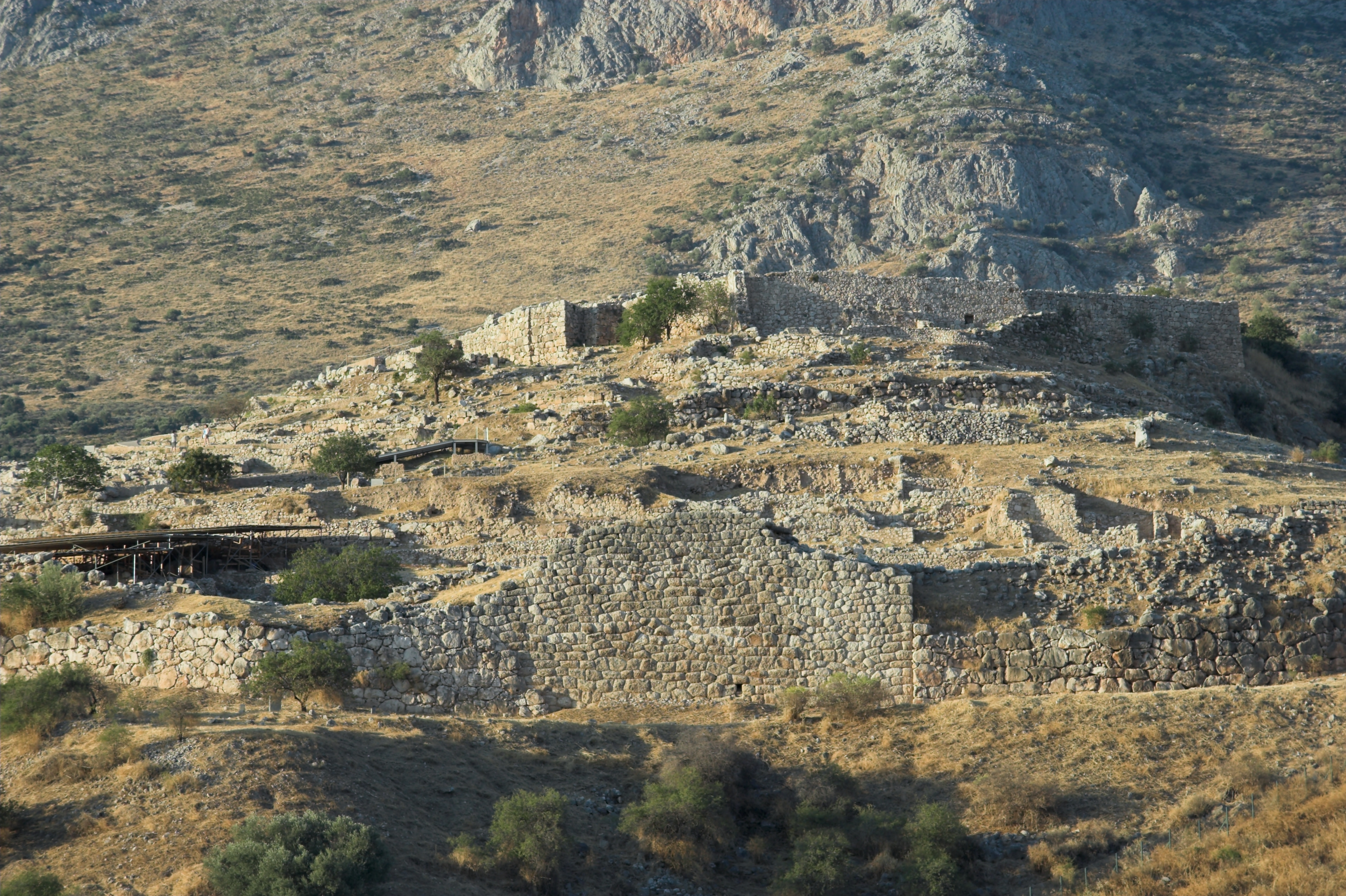
Au premier plan, la tour polygonale du, haute de 18 mètres et surplombée par les ruines du palais.

Après les violentes destructions de la fin de l'Helladique récent IIIB, l'état général des fortifications est inconnu, bien que le parement de la cour extérieure de la porte des Lionnes a manifestement souffert d'un ou plusieurs tremblements de terre. Les interstices entre les blocs déplacés sont comblés par de petits morceaux de calcaire sommairement taillés.
De nouveaux aménagements sont effectués soit dans le péribole, soit dans la muraille elle-même. Prenant appui sur la muraille, entre le cercle de tombes A et la porte des Lionnes, le « Grenier » contient de nombreuses poteries datant de l'Helladique récent IIIC et les traces d'une violente destruction par le feu à la fin de cette période. Les entrepôts creusés dans le nord-ouest de la muraille montrent également des signes d'occupation à cette époque.
Après la destruction de la fin de l'Helladique récent IIIC, le site est abandonné puis progressivement mais faiblement réoccupé. Après sa participation aux Guerres médiques, Mycènes est attaquée par Argos, qui s'empare de la citadelle en 468 av. J.-C.. Assiégée, la cité est contrainte à la reddition en raison de la famine. Cette résistance de Mycènes aux assauts argiens peut expliquer le choix des vainqueurs de démanteler la muraille. Les murs ne sont pas totalement démolis mais les points-forts du système défensif, notamment ceux des portes, sont rendus hors d'usage.
Au IIIe siècle av. J.-C., le site est réoccupé par les Argiens, qui s'attachent à restaurer la muraille. Tous les renforcements des murs des fortifications de Mycènes sont effectués dans le style polygonal caractéristique de l'époque hellénistique. La plus remarquable de ces réparations est la reconstruction du bastion de la porte des Lionnes. Le nouveau bastion est constitué de petits blocs de calcaires méthodiquement assemblés. Le mur forme une courbe et non plus un rectangle. La « tour polygonale » est également un bel exemple de réalisation en appareil polygonal. Selon Elizabeth French, cette réparation pourrait recouvrir une hypothétique ancienne porte détruite par les Argiens. D'autres parties du mur sud et de celui de l'extension nord-est ont également été réparées en style polygonal.